# كنسرتينة
الكُنسَرتينة أو المَطْوِيَّة[بحاجة لمصدر] (نقحرة: كونسيرتينا) (بالإنجليزية: Concertina)‏ هي آلة موسيقية هوائية حرة الريشة تشبه الأكورديون والهرمونيكا، بحيث تتكون من منافخ متمددة ومتقلصة مع أزرار (أو مفاتيح) توجد عادة في كلتا النهايتين، بعكس أزرار الأكورديون التي توجد فقط في النهاية الأمامية.
طورت الكُنسرتينة بإنجلترا وألمانيا. فالنسخة الإنجليزية اخترعها سنة 1829 السيد تشارلز ويتستون، بينما أعلن كارل فريدريك أوهليغ عن النسخة الألمانية بعد خمس سنوات، أي سنة 1834. تستعمل عدة أنواع من الكُنسرتينة في عزف الموسيقى الكلاسيكية، الموسيقى التقليدية بإيرلندا، إنجلترا، وجنوب إفريقيا، وفي موسيقى البولكا والتانغو.

## معرض

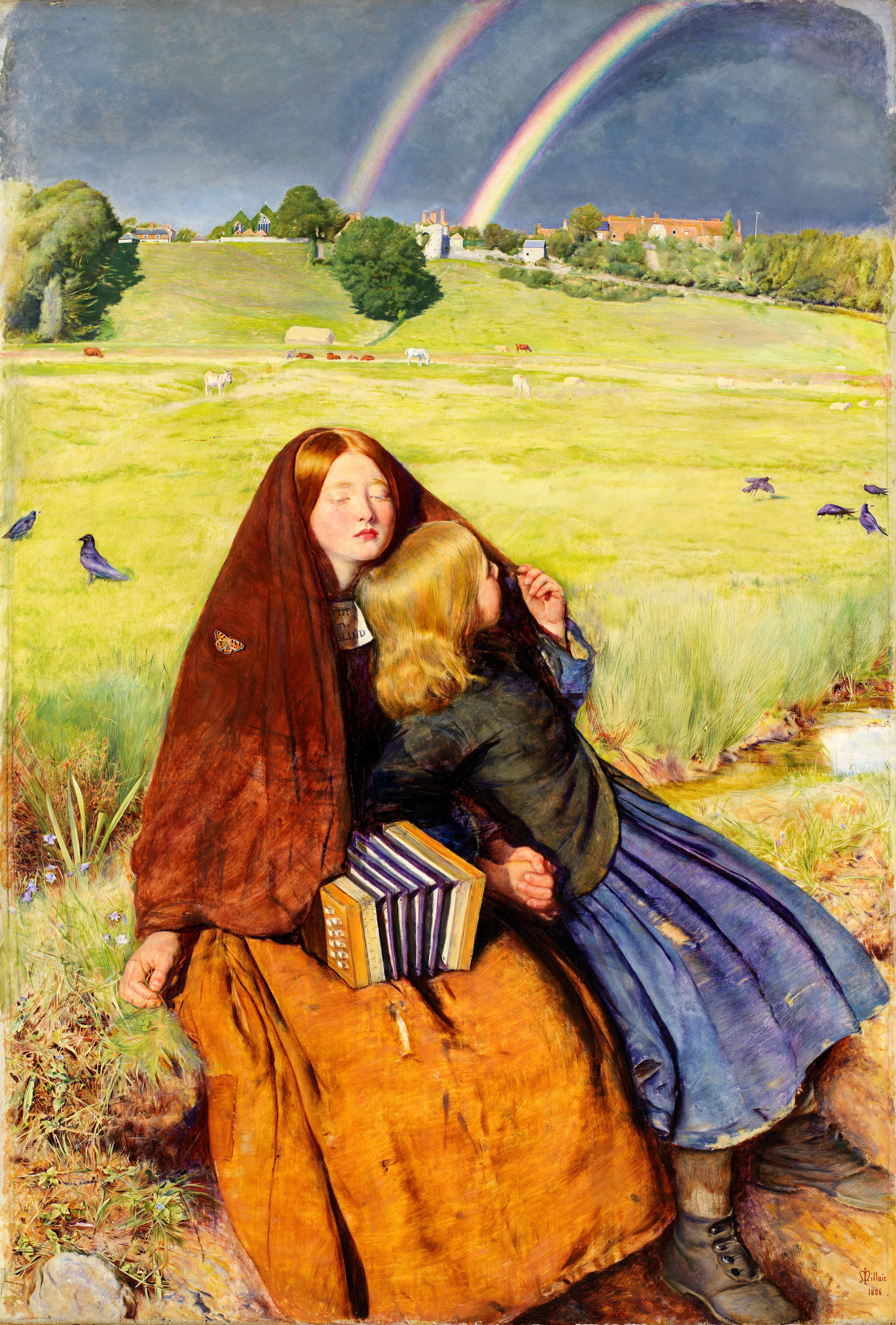
الفتاة العمياء (1856)
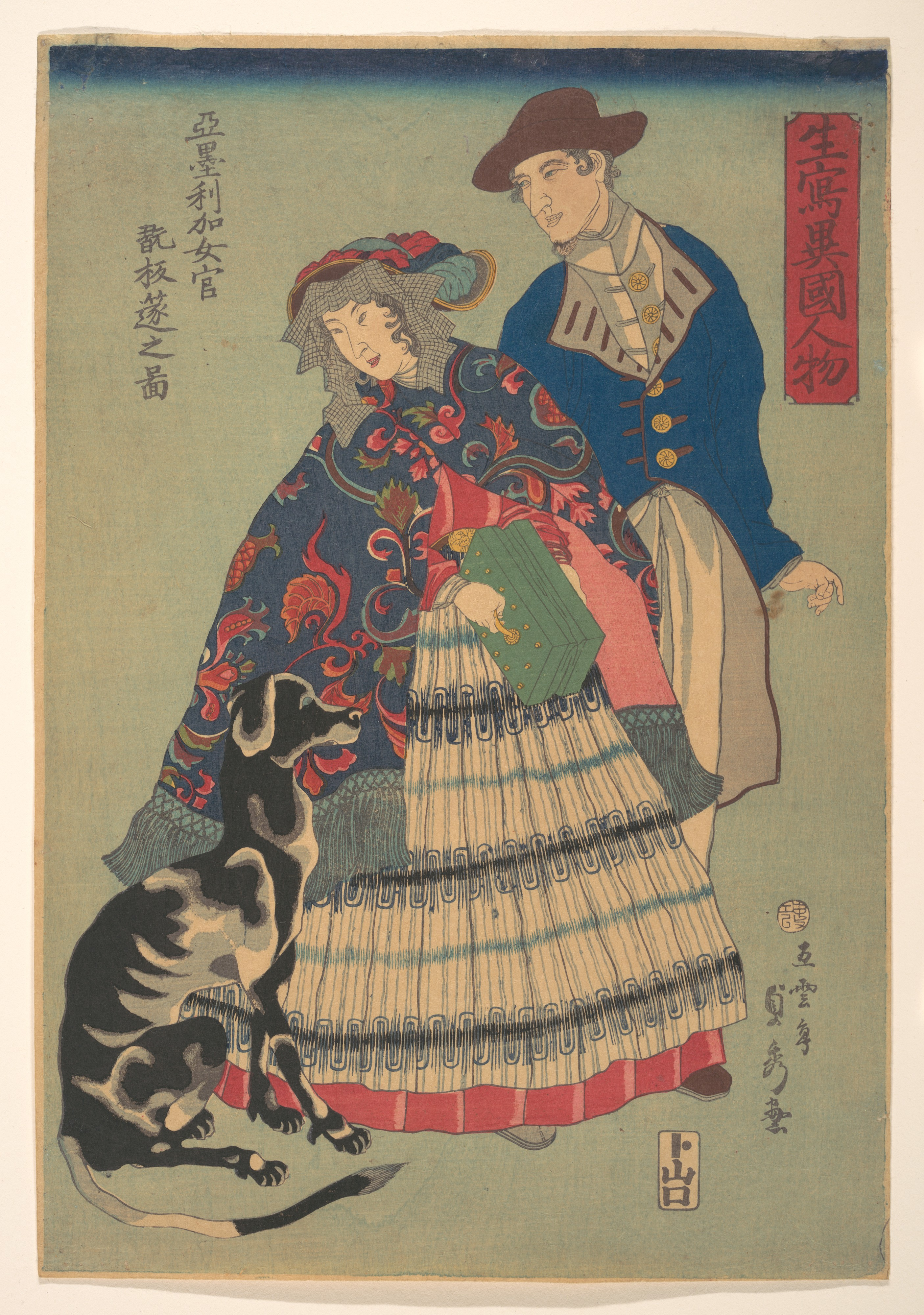
نساء أمريكيات يعزفن على الكُنسرتينة (1860)
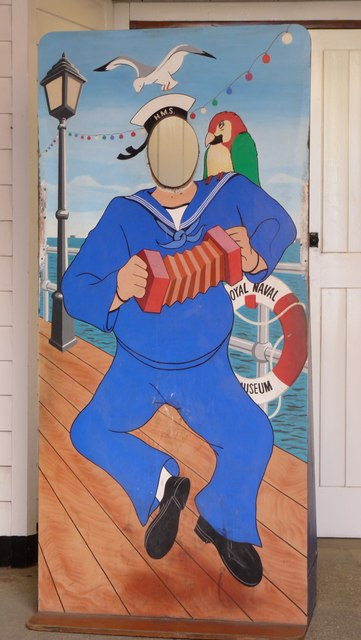
كُنسرتينة البحار
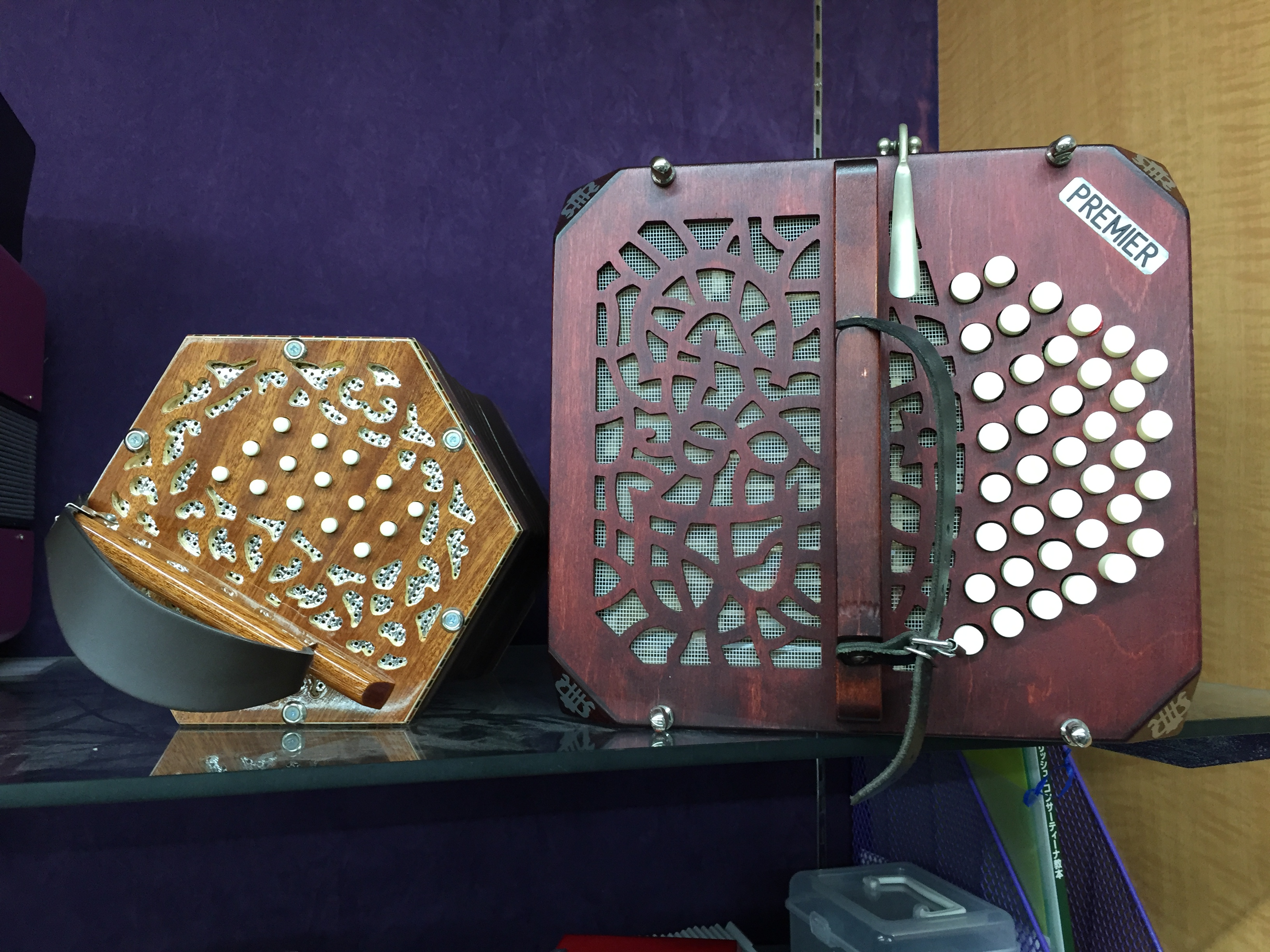
الكُنسرتينة الإنجليزية والباندونيون